# Passa-Vinte
Passa-Vinte est une municipalité brésilienne de l'État du Minas Gerais et la microrégion d'Andrelândia. Sa population est estimée à 2.039 habitants en 2019. IBGE
Son économie est basée sur l’agriculture et la production laitière, la production agricole se concentrant sur le maïs (avec près de 80 % du total). Le commerce est naissant et adapté aux besoins de la ville, qui dispose de trois hôtels pour répondre à la demande touristique.
L’origine du toponyme de la ville est due au fait que les premiers « bandeirantes » qui ont défriché la région, en arrivant au fleuve Embaú, devaient suivre un autre fleuve affluent et le traverser vingt fois au cours du voyage. C’est pour cette raison que le nom « Vingt passages », Passa Vinte, a été choisi.
Histoire
Le village, qui est aujourd’hui le siège de la municipalité, a commencé à s’établir au début du XIXe siècle, sous le nom de Cedro, en raison de la grande quantité de cette sorte de bois dans la région.
Un festival bien connu qui attire les visiteurs des États Rio de Janeiro, Minas Gerais et São Paulo est le Torneio Leiteiro. Une compétition pour la vache qui produit le plus de lait, qui se déroule après la semaine de Pâques, en avril.
La fête de Saint-Antoine, le 12 juin, est aussi traditionnelle dans la ville et attire un grand nombre de fidèles.